# Siamoen
Netjercheperre-setepenamoen Siamoen was een farao van de 21e dynastie. Zijn eerste naam betekent: "Als een god is de manifestatie van Re! Gekozen door Amon!" en zijn tweede naam betekent: "zoon van Amon (Sa Amon)"

## Biografie
Siamoen was een krachtig bestuurder; na Psoesennes I was hij de krachtigste farao van de 21e dynastie. Door Manetho wordt de duur van zijn bewind geschat op negen jaar, maar onder hedendaagse geleerden wordt hem 19 jaar regering gegeven, volgens een inscriptie: "instructies van Hori, zoon van Nespeneferhor in het hogepriesterschap van Karnak".
Volgens de Franse egyptoloog Nicolas Grimal heeft Siamoen de Tempel van Amon in Tanis verdubbeld in oppervlakte en is hij begonnen met verschillende monumenten bij de tempel van Horus te Edfu. Hij bouwde ook bij Heliopolis en bij Pi-Ramesse. Siamoen liet een nieuwe tempel ontwerpen voor Amon in Memphis met zes stenen pilaren met zijn koninklijke naam erop. Zijn laatste daad was het inwilligen van verschillende verzoeken van de priesters van Ptah te Memphis. In Opper-Egypte is zijn naam geregistreerd op een aantal monumenten in Karnak. Op een reliëf in de tempel van Amon in Tanis staat Siamoen de vijanden van zijn Egypte religieus te vermoorden. Volgens onderzoek aan de bijl moeten dit Kanaänieten zijn geweest.
Het buitenlands beleid van Egypte onder Siamoen was actief; hij was waarschijnlijk ook de farao die een alliantie vormde met de nieuwe koning van Israël, koning Salomo tegen de Filistijnen. Siamoen viel de Filistijnse stad Gezer aan teneinde de Egyptische handel met de Feniciërs te beschermen. Salomo maakte ook hier gebruik van door Gezer in te nemen waardoor zijn zuidelijke grenzen beveiligd werd. De alliantie werd bekrachtigd door een huwelijk tussen Salomo en een dochter van de Egyptische koning.